# Dovjok, Camenița
Dovjok (în ucraineană Довжок) este localitatea de reședință a comunei Dovjok din raionul Camenița, regiunea Hmelnîțkîi, Ucraina.

## Demografie
Componența lingvistică a localității Dovjok
     Ucraineană (97,68%)
     Rusă (2,13%)
     Alte limbi (0,17%)
Conform recensământului din 2001, majoritatea populației localității Dovjok era vorbitoare de ucraineană (97,68%), existând în minoritate și vorbitori de rusă (2,13%).